# Fit for an Autopsy
A Fit for an Autopsy (szó szerinti jelentése: "Megfelelő egy boncolásra") egy amerikai death metal/deathcore zenekar. 2008-ban alakultak a new jersey-i Jersey City-ben.
Tagok: Joe Badolato, Will Putney, Pat Sheridan, Tim Howley, Josean Orta és Peter Spinazola.

## Diszkográfia
- The Process of Human Extermination (2011)
- Hellbound (2013)
- Absolute Hope Absolute Hell (2015)
- The Great Collapse (2017)
- The Sea of Tragic Beasts (2019)
- Oh what the future holds (2022)